# Rovba, Narodîci
Rovba (în ucraineană Ровба) este un sat în comuna Radcea din raionul Narodîci, regiunea Jîtomîr, Ucraina.

## Demografie
Componența lingvistică a localității Rovba
     Ucraineană (100%)
Conform recensământului din 2001, toată populația localității Rovba era vorbitoare de ucraineană (100%).